# Святой Иероним (Леонардо да Винчи)
«Святой Иероним» (итал. San Girolamo) — неоконченная картина кисти великого итальянского художника Леонардо да Винчи, хранящаяся в Ватиканской пинакотеке. Заказанная церковными властями Флоренции, она так и осталась незавершенной, поскольку художник отбыл в Милан в 1482 году. Картина относится к периоду работы Леонардо да Винчи в мастерской Андреа Верроккьо.
Центральным героем композиции является кающийся Святой Иероним. Фигура Иеронима выразительна. В правой руке он держит камень. Перед ним лежит обычный спутник этого святого — лев.

## Сохранность
Картина дошла до нашего времени в испорченном состоянии. Она была сильно обрезана и затем распилена на две части, из которых нижняя могла служить крышкой ларя. Эти части собрал вместе кардинал Феш. По преданию, он нашёл нижнюю часть картины в какой-то лавке, где она служила столешницей.
После смерти кардинала Пий IX, пожелавший иметь произведение Леонардо в картинной галерее Ватикана, заплатил за «Святого Иеронима» (в 1845 г.) 2500 тыс. франков.